# Bufonia macropetala
Bufonia macropetala är en nejlikväxtart. Bufonia macropetala ingår i släktet Bufonia och familjen nejlikväxter.

## Underarter
Arten delas in i följande underarter:
- B. m. macropetala
- B. m. willkommiana